# 法伊基奥
法伊基奥（義大利語：Faicchio），是意大利贝内文托省的一个市镇。总面积43平方公里，人口3775人，人口密度87.8人/平方公里（2009年）。ISTAT代码为062029。